# Besain
Besain település Franciaországban, Jura megyében. Lakosainak száma 155 fő (2022. január 1.). Besain Molain, Crotenay, Montrond, Picarreau és Poligny községekkel határos.

## Népesség
A település népességének változása:
| Lakosok száma | 163  | 134  | 146  | 170  | 150  | 158  | 161  | 158  | 157  | 155  |
|               | 1968 | 1982 | 1990 | 2006 | 2013 | 2015 | 2017 | 2019 | 2020 | 2022 |